# Hein Kray
Hein Auke Kray (Assen, 19 april 1901 - Assen, 22 maart 1995) was een Nederlandse schilder en illustrator.

## Leven en werk
Kray (ook: Kraij) werd geboren als zoon van de koopman Hein Auke Kraij sr. en Zwaanida Bruggers. Hij bezocht de Rijks Hogere Burgerschool in zijn geboorteplaats en kreeg les van onder meer tekenleraar Jean Krans. Na het behalen van zijn diploma in 1922 trok hij naar Den Haag, waar hij tekenaar werd voor het antirevolutionair, satirisch tijdschrift De Houten Pomp. Dit blad verscheen van 1922 tot 1930. Kray was hiervoor de belangrijkste leverancier van spotprenten. Hij volgde tekenlessen bij Eduard Houbolt. In 1923 vertrok Kray naar de stad Groningen voor een studie medicijnen. Hij rondde de studie echter niet af en wijdde zich aan het tekenen en schilderen. Hij behaalde in 1933 de tekenakte LO en gaf les aan diverse scholen in Groningen en Drenthe.
Kray schilderde veel Drentse landschappen. Hij was in 1946 betrokken bij de oprichting van het kunstenaarscollectief De Drentse Schilders. Hij schreef en illustreerde een aantal jeugdboeken en illustreerde boeken van onder anderen Annie de Moor-Ringnalda, P.A. de Rover, Nel Verschoor-van der Vlis en To van Thiel. Van Thiel was het pseudoniem van Cateau Sijsma (1904-2001), met wie hij in 1936 trouwde. Samen met zijn vrouw maakte Kray ook strips voor de Standaard en de Kwartetbladen.

## Publicaties

### Jeugdboeken
- 1953 Gevaar in de struiken
- 1956 Het geheim van de grijze rivier
- 1960 Het geheim van de rode Powow
- Eiland der wilden
- Helden in de poolnacht
- Gevaar in de struiken
- De rooie durft

- Biografisch Portaal: 03654342
- Digitale Bibliotheek voor de Nederlandse Letteren: kray009
- International Standard Name Identifier: 0000 0000 3560 6847
- Library of Congress Control Number: n2005090956
- Nederlandse Thesaurus van Auteursnamen: 068293070
- RKD-Nederlands Instituut voor Kunstgeschiedenis: 46345
- Système universitaire de documentation: 193732769
- Union List of Artist Names: 500711159
- Virtual International Authority File: 36332299
- WorldCat: E39PBJpjbdRTt3kXK4MVdmVHmd